# Tom Clancy's EndWar
Tom Clancy's Endwar is een real-time strategy-computerspel ontworpen door Ubisoft Shanghai voor Microsoft Windows, PlayStation 3 en Xbox 360. Ook verscheen er een versie voor de Nintendo DS en de PSP. Deze werkt echter met een beurtensysteem.. EndWar is in Noord-Amerika op 4 november 2008 uitgekomen, en in Europa op 8 november 2008, maar alleen voor de PlayStation 3 en de Xbox 360. De Windows-versie kwam uit in het voorjaar van 2009.

## Verhaal
In 2011 tekenen de Verenigde Staten van Amerika en de Europese Unie een verdrag genaamd SLAMS, oftewel Space Land Air Missile Shield. Door dit verdrag werken ze samen aan een de technologie voor een antiraketschild. Omdat Rusland buiten het verdrag is gelaten, versnellen ze hun eigen project voor een antiraketschild. Wanneer in 2014 SLAMS geactiveerd wordt, vuren de VS en de EU testraketten af, die door het systeem volledig vernietigd worden. Door dit succes roepen de VS en de EU het einde van de strategische nucleaire oorlogvoering uit en de wereld viert een tijd van vrede en welvaart.
Maar wanneer in 2015 blijkt dat grote oliebedrijven enorm hebben overdreven in hun persberichten betreffende oliereserves, wordt energiezekerheid de prioriteit van alle regeringen ter wereld. Door de bronnen van aardgas en aardolie in Rusland, vliegt de Russische economie enorm omhoog, en Rusland gebruikt deze winst om hun leger te moderniseren en gebruiken ze hun nieuwe macht om belangrijke gebeurtenissen te beïnvloeden. In Saoedi-Arabië breekt er nog een nucleaire oorlog uit, waarbij 20 miljoen doden vallen en de Europese naties nog meer gedestabiliseerd raken. Nu aardolie op 800 dollar per vat staat, zijn de lidstaten van de EU gedwongen om een politieke, economische en militaire macht te creëren om te zorgen voor globale veiligheid, milieuzaken en economische zaken. In 2018 stichten ze de Europese Federatie, oftewel EF, de meeste rijkere West-Europese staten worden nu beschouwd als een enkele onafhankelijke staat. Groot-Brittannië en Ierland weigeren lidmaatschap en Zwitserland blijft neutraal. De VS en de EF beschouwen elkaar nu als een bedreiging voor henzelf, en de nu gewezen bondgenoten beginnen een kostbare ruimtewapens-race.
Het gebruiken van de ruimte als plaats om oorlog te voeren bereikt zijn top in 2018, wanneer de VS bekendmaakt dat ze tegen 2020 hun nieuw ruimtestation "Freedom Star" zullen lanceren, in een poging om terug 's werelds grootste supermacht te worden. Hoewel de "Freedom Star" gedeeltelijk bedoeld is voor burgerlijke studies, zal het station ook plaats bieden aan drie compagnies Mariniers, die overal ter wereld kunnen zijn binnen 90 minuten. De internationale reactie is extreem slecht, de EF en Rusland zien het als een bedreiging die de machtsbalans kan verstoren. Als protest verlaat de EF de NATO, die toch al fel verdeeld was. Wanneer in 2020 de "Freedom Star" klaarstaat op het Kennedy Space Center is het geen grote verrassing wanneer een groep terroristen het Space Center aanvallen. In het onderzoek naar de daders, voelen de VS, de EF en Rusland henzelf bedreigd en wordt een grote wereldoorlog realiteit.

## Plaatsen
EndWar speelt zich af in hetzelfde universum als Ghost Recon, H.A.W.X., Rainbow Six en Splinter Cell. Hoewel EndWar over een mondiale oorlog gaat, focust het spel zich toch op het noordelijk halfrond en worden er alleen berichtgevingen uit het zuiden getoond.
Het spel kan ook op een aantal bekende plaatsen worden gespeeld, waaronder Arrabida in Portugal, de Brennerpas in Oostenrijk, Kopenhagen in Denemarken, Dukovany in Tsjechië, Fort Campbell in de VS, Fort Levski in Bulgarije, Grissom AFB in de VS, JFK Space Center in de VS, La Mancha in Spanje, La Ceito in Frankrijk, Matera in Italië, Maxwell AFB in de VS, Moskou in Rusland, Parijs in Frankrijk, Pascagoula in de VS, Rammstein AB in Duitsland, Rovaniemi in Finland, Sebastopol in Oekraïne, Shenandoah in de VS, The Bedford Level in Groot-Brittannië, Three Mile Island in de VS, de USS Reagan in de VS, Vlore in Albanië, Washington D.C. in de VS en Wistermarsch in Duitsland.

## Personages
Kapitein Scott Mitchell van de Ghost Recon serie overleeft de gebeurtenissen aan het eind van Ghost Recon: Advanced Warfighter 2 en leidt de JSF, oftewel Joint-Strike Force als een Generaal. Het Ghost Recon Team zal het Special Forces team van de VS, personages uit de Rainbow Six serie zullen gepromoveerd zijn tot commandanten van de EF en Third Echelon zal zorgen voor de intel op het slagveld, en ook voor de speciale units zoals snipers. Ook de vliegtuigen uit het spel H.A.W.X. zullen aanwezig zijn in EndWar. De Amerikaanse president is David Becerra, de eerst Spaanse president. Anna Grimsdottir, vroeger een werknemer voor Sam Fisher uit Splinter Cell, is nu leider van de Splinter Cell agenten.
Logan Keller, hoofdpersonage van Rainbow Six Vegas, is nog steeds lid van Rainbow Six, en ook Ghost Recon teams zijn nog zeer actief geweest.

## Inhoud
EndWar is een Real Time Strategy spel, maar is meer gefocust op kleinere veldslagen dan op het geheel van de oorlog. Ook is EndWar volledig bestuurbaar met de stem: commando's geven aan troepen is mogelijk.

### Factions
- De Verenigde Staten van Amerika: The Joint Strike Force. Door het sterke bondgenootschap met de EU, en vervolgens de ontbinding van de NATO en de stichting van de EF, heeft de VS gebroken rangen. De 2 supermachten zitten nu in een kostelijke en controversiële militaire ruimterace. Deze rivaliteit bereikt een toppunt wanneer de VS de "Freedom Star" lanceert, een gigantisch militair ruimtestation dat verdacht wordt de raketschildsatellieten te kunnen neutraliseren. Als afstammeling van de vandaag bekende Marine's is de Joint Strike Force bekend voor hun kunnen om lucht- en landgevechten goed te combineren. Deze elitesoldaten kunnen zeer snel overal ter wereld zijn, blinken uit in precisievuur en hoge bewegingssnelheid, en hun stealthtechnologie en de precisie van hun wapens zijn de besten in hun klasse. En ze worden geleid door Ghost Recon's hoofdpersonage Scott Mitchell. Hun WMD (Weapon of Mass Destruction) is de Kinetic Strike.[9]
- De Europese Federatie: The Enforcer Corps: De Europese Federatie is een nieuwe grootmacht, gesticht in 2018 om politieke en economische macht te verkrijgen, maar ook de rest van de wereld alert te maken van de energiecrisis, veiligheid en milieu. Hoewel er gepubliceerd is dat het een opvolger is van de EU, laten ze alleen de rijkste West-Europese landen toe. Als echte professionals is het EF Enforcer Corps opgemaakt uit de beste veteranen van de beste antiterreurgroepen vanuit heel Europa. Door hun kalmte en precisie, zijn zij vooral goed in stedelijke oorlogvoering. Ook in elektronische oorlogvoering, geavanceerde energiewapens, en snelle voertuigen, zijn zij de top. Ook hebben ze het de beste niet-dodelijke wapens. Hun WMD is de Tactical High Energy Laser[10]
- Rusland: Spetsnaz: Door hun overvloed aan aardolie en aardgas kende Rusland vanaf 2016 een enorme economische groei. De rijkdommen die daardoor verkregen zijn, zijn voornamelijk gebruikt voor de modernisering van het leger en zo terug een positie als wereldleider in te nemen. Soldaat tegen soldaat, geen andere legermacht ter wereld kan op tegen de rauwe, brute kracht van de Spetsnaz. Als geharde veteranen uit Rusland's vele regionale conflicten, zijn deze troepen een zeer effectieve, vastberaden, en dodelijke macht. De Spetsnaz focust vooral op zware wapens en veel bepantsering, en bewerken hun standaarduitrusting soms enorm, wat resulteert in voertuigen met wapens erop gelast, waarvan de ontwerper nooit had gedroomd deze erop te zetten.[11]

### Units
Er zijn zeven soorten units beschikbaar: rifleman, engineer, tank, transport, gunship, artillery en command vehicles. Speciaal aan EndWar is dat de troepen beter worden naarmate ze langer bij hun speler blijven.  Elke individuele unit kan vele upgrades krijgen voor aanval en verdediging. Upgrades worden gekocht door punten die de speler in het spel verdient. Om elk bataljon zijn eigen personaliteit te geven, zijn er maar liefst 40.000 dialoogregels, waarvan 9.000 voor de units is. Elke unit heeft een andere stem, zodat de speler meteen weet wie er in gevaar is. Deze stemmen tonen ook hoe erg de situatie is.
De speler beheerst niet individuele soldaten, maar platoons en companies. Deze soldaten gedragen zich realistisch, veteranen vechten op basis van hun ervaring uit andere gevechten.
Soldaten zullen automatisch dekking zoeken als ze onder vuur liggen. Wanneer een soldaat neergeschoten wordt, zal een vriend hem wegtrekken en in veiligheid brengen. Wanneer de speler zijn soldaten beveelt een gebouw in te nemen, zullen ze zich verzamelen aan de ingang, en met explosies, etc. het gebouw innemen. Kraters, muren, gebouwen, etc. kunnen gebruikt worden als beschutting, en units kunnen vastzitten door hevig vuur van de tegenstander.
Nieuwe Units kan de speler bestellen met Command Points, maar die moet de speler ook gebruiken om tactische hulp te vragen.
- Rifleman: Dit zijn de standaard soldaten, en met upgrades kunnen ze overal op de map geplaatst worden. Wanneer ze beschutting hebben, zijn ze effectief tegen gunships, en ook tegen engineers. Ook kunnen ze stealth gebruiken om niet gedetecteerd te worden door de vijanden. Ze kunnen Uplink Points innemen, waar je CP van krijgt, maar ze verbeteren duurt langer dan bij engineers. De Russische riflemen heten Wolves, en hebben alle typische Spetsnaz kenmerken. De Europese riflemen heten Kommandos, en ze zijn vooral goed in verscheidenheid, omdat ze nog steeds de gewoonten van hun landelijke leger gebruiken. Dit maakt het zeer moeilijk om te voorspellen wat ze gaan doen. De Amerikaanse riflemen heten Ghosts, en komen uit alle elitegroepen uit de VS.[12]
- Engineer: Deze troepen zijn vooral effectief tegen tanks, en met beschutting zijn ze tegen zowat alles effectief buiten artillery en riflemen. Engineers kunnen elke 25 seconden landmijnen plaatsen, en ze kunnen ook machinegeweren gebruiken om riflemen en gunships rap neer te halen. De Russische engineers worden Bears genoemd, en hebben ook de Spetsnaz in hun bloed. De Europesen heten Grenadiers, en zijn bekend voor hun niet-dodelijke wapens. En de Amerikaanse engineers worden Pioneers genoemd, en hebben volledige bepantsering, hoewel deze minder effectief is dan die van de Europeanen.[12]
- Transport: Deze units zijn goed tegen gunships en riflemen, en kunnen infanterie transporteren, maar zijn zeer kwetsbaar tegen tanks en engineers. Russia gebruikt de BTR-112 Cockroach, die bekend is om zijn balans tussen transport en anti-airuitrusting. De Europeanen gebruiken de Duitse AMZ-26 Badger, die zeer zuinig is met zijn brandstof, en een dodelijke warmtestraal heeft. De Amerikanen gebruiken de M118 Fastback.[12]
- Tank: Tanks zijn zeer efficiënt tegen de meeste bepantserde voertuigen, hoewel ze kwetsbaar zijn tegen engineers, artillery, gunships en mijnenvelden. De Russen gebruiken de T-100 Ogre, die zowat het de WOIII equivalent is van de Tiger I tank in WOII, en is zeer sterk tegen mijnen, wat compenseert voor het gebrek aan mijnopruimunits bij de Russen. De Europeanen gebruiken de Panther 1A3, ontworpen door de beste bedrijven in heel Europa en gebruikt de wrede microgolf-zender. De Amerikanen gebruiken de M5A2 Schwarzkopf, genoemd naar de generaal uit de Golfoorlog Norman Schwarzkopf.[12]
- Gunship: Gunships zijn zeer snelle aanvalshelikopters, die kunnen gebruikt worden om het slagveld te verkennen voor artillery en luchtaanvallen, en zijn ook zeer efficiënte tankdoders. Ze zijn wel zeer fragiel, en kunnen vernietigd worden door transports en engineers. Rusland gebruikt de KA-65 Howler, die beschreven wordt als de meest bepantserde helikopters ooit. Europa gebruikt de PAH-6 Cheetah, die werkt op waterstof en die altijd lasergeleide raketten bijheeft voor meer dodelijkheid. De VS gebruikt de AH-80 Blackfoot, gebaseerd op een gedumpt ontwerp uit 2004, maar dat terug gebruikt werd in de wapenwedloop.[12]
- Artillery: Hoewel zeer kwetsbaar en traag in gevechten, kan artillery alles kapotmaken vanop afstand. De Russen gebruiken de KV-20 Zhukov, een tweeloops platform. De Europeanen gebruiken de AMZ-50 Marksman, dat de snelste en lichtste artillery is in de wereld, die een generator verbonden heeft met de loop, waardoor hij zichzelf kan opladen terwijl hij vuurt. De Amerikanen gebruiken de M320 Spartan, dat niet veel veranderd is buiten een paar kleine technische aanpassingen.[12]
- Command Vehicle: Zij geven de speler een rapport van de algehele situatie, maar zorgen ook voor UAV scouts. Alle Command Vehicles worden beschermd door escorte, die meestal efficiënt is tegen infanterie en helikopters. Ze hebben ook veel health, waardoor ze langer meegaan dan andere units. Rusland gebruikt de MAZ-660 King Spider, wat het enige command vehicle is dat bewaakt wordt door soldaten en niet door drones. Europa gebruikt de LV-20 Charlemagne, die geen conventionele wapens heeft, maar een arsenaal aan laser-gebaseerde technologieën. De Amerikanen gebruiken de C1A5 Archon, dat een 20 mm gebruikt voor hulp.[12]

### Missies
In de single player campagne heb je drie verschillende soorten missies, gebaseerd op locatie of bereikbaarheid. Deze zijn conquest, assault, raid en siege.
- Conquest: Een rechtlijnig gevecht, je begint met 3 units en hebt toegang tot reserves. De bedoeling bij deze missie is 5 minuten lang de helft van alle uplinks bezitten, of alle vijanden vernietigen. Wanneer je meer dan de helft van alle uplinks bezit krijg je toegang to je WMD.
- Assault: Een gevecht tot de dood, geen uplinks, geen gebouwen te vernietigen, de enige manier om te winnen is alle andere units doden.
- Raid: Deze gevechten lijken op coquest mode, maar je moet de vijand saboteren door hun belangrijkste gebouwen te vernietigen binnen de 10 minuten, of jouw gebouwen gedurende 10 minuten verdedigen.
- Siege: Deze gevechten gebeuren alleen bij hoofdsteden en vereisen dat je de centrale uplink bezit, de aanvaller moet deze uplink bezitten voordat de hulp arriveert binnen 10 minuten, waardoor het voor hem veel moeilijker wordt. De verdediger krijgt de eerste 10 minuten 8 units waarmee hij de centrale uplink moet verdedigen. Na die 10 minuten komen extra troepen aan, en wordt het dus veel moeilijker voor de aanvaller.

### Stem
Je kan heel het spel besturen met je stem, hoewel je units wel alleen een aantal talen verstaan, maar in die talen wel veel dialecten. Je kan soms ook de vijandige soldaten horen communiceren, waardoor je een groot strategisch voordeel krijgt. Ubisoft heeft zelfs een filmpje getoond waarop een papegaai het spel bestuurt.

### Zicht op het slagveld
Als speler kan je alleen zien wat jouw units zien, je kan wel wisselen tussen jouw units. Als je een goed satellietsysteem hebt, kan je soms ook heel de kaart zien.